# Bad Laer
Bad Laer är en kommun och ort i Landkreis Osnabrück i förbundslandet Niedersachsen i Tyskland.